# Politikai földrajz
A politikai földrajz a politikai jelenségek földrajzi elemzését végző tudomány, a társadalomföldrajz része. Egyebek között az államhatárok és az államok területének változását, az országok politikai és közigazgatási beosztását, nemzetközi szervezetek és ezek egymáshoz való viszonyát, valamint a különböző társadalmi csoportok politikai aktivitását vizsgálja. A társadalomtudományok közül a politológiával áll szoros kapcsolatban.
A politikai földrajz létrejöttében Friedrich Ratzel (1844–1904) német geográfus játszotta a legjelentősebb szerepet, akinek Politische Geographie (1897) című műve nagy lökést adott a tudományterület kialakulásának. A politikai földrajz számos részterületre vált szét 20. századi fejlődése során (pl. geopolitika, közigazgatási földrajz, választási földrajz, integráció-földrajz). Napjainkra a társadalomföldrajz egyik legszerteágazóbb részterületévé fejlődött, s külön tudományos folyóiratokkal rendelkezik.